# 黑天竺鱼
黑天竺鱼（学名：Apogonichthys niger）为天竺鲷科天竺鱼属的鱼类。分布于日本以及中国南海、台湾海峡等海域。该物种的模式产地在日本四国。其种加词“niger”意为“黑色的”。